# طب لب الأسنان الجراحي المجهري
طب لب الأسنان الجراحي المجهري هو ذلك الجانب أو الاختصاص في طب الأسنان الذي يعني بمعالجة وحشو جذور الاسنان باستخدام المجهر والذي أنشئ أو تطور بعد إدخال مجهر العمليات الجراحية (SOM) لحشو الأسنان في 1990 في وقت مبكر. عادة تستخدم مثل هذه المجاهر في التكبير أو التضخيم حتى اربع مرات (4X) إلى خمس وعشرون مرة (25X). بالإضافة إلى التلسكوبات الجراحية ممكن استخدام عدسات التكبير (dental binocular loupes)، وتوفير تكبير 2.5X - 4.5X.
مجاهر العمليات الجراحية تحتاج إلى برامج التعلم أو التدريب الجادة أو المكثفة وتحتاج إلى تدريب، وكذلك الصبر والممارسة لإتقانها.
بعض الدراسات قد أظهرت ارتفاع معدلات النجاح في العمليات الجراحية واللبية باستخدام ال SOM
بالمقارنة مع الرؤية المباشرة، ومع ذلك استخدام المجهر الجراحي بشكل روتيني لإجراءات العمليات اللبية ليس اجبارياً كمستوى رعاية في حشو ومعالجة الأسنان في بعض الدول (كالدول العربية). مع ذلك في عام 2015 نشرت دراسة تفيد بأن لا يوجد دليل لتحديد إذا كان هناك اختلاف في نتيجة علاج عصب تم علاجه بواسطة أجهزة تكبير أو بدون.
يمكن إنجاز كافة المعالجة السنية تحت المجهر ابتداءً من الجراحات السنية وزرع الأسنان مروراً بالتركيبات التجميلية ومتابعة المعالجة التقويمية بدقة وصولاً إلى معالجة الخراجات وجذور الأسنان.